# Glina (tlo)
Glina je sediment vrlo sitnih koloidnih čestica, sastavljen od različitih minerala, među kojima prevladava kaolin. 
Ako je vlažna, glina je plastična i vododrživa. Služi kao sirovina za izradu lončarske i porculanske robe, opeka i drugo. Glina je proizvod sporog mehaničkog i složenog kemijskog procesa raspadanja stijena vulkanskog podrijetla. Ovo raspadanje se odvija uz djelovanje vode, zraka i karbonatne kiseline. Osnovni sastojak gline je mineral glinenac (aluminijev hidrosilikat). 
Glina se nalazi u prirodi u primarnim i sekundarnim nalazištima. Primarna nalazišta su u dubini zemljine kore i tu nalazimo čistu nezagađenu glinu. Ona se naziva porculanska glina ili kaolin (bijela zemlja). Sekundarna nalazišta su ona gdje je glina s puno primjesa, zemlje, šljunka i sl. Čestice gline su veličine oko 1000. dijela milimetra. Tako sitne čestice spajaju se stvarajući između sebe sitne kapilare, zbog čega glina nabubri. 
Kad upije vodu razlikuju se masne i posne gline. Masne gline sadrže veći postotak kaolina i one su čistije, upijaju više vode i lakše se oblikuju. Glina pomiješana s vodom daje plastičnu masu koja se lako oblikuje i sušenjem zadržava oblik. Sušena glina ponovno miješana s vodom postaje ponovno plastična. Pečenjem, glina trajno zadržava oblik. Zagrijavanjem glina se suši i skuplja. Na određenoj temperaturi glina mijenja boju, a kad izgubi vodu gubi plastičnost; dalje zagrijavanje vodi do razmekšanja i taljenja taljivih sastojaka. Tako pečena glina je jako zbijena i ima veliku čvrstoću na tlak. Prema temperaturi taljenja razlikujemo lako taljive i teško taljive gline. Temperatura taljenja je ispod 1350 stupnjeva, a teško taljive gline od 1350-1380 stupnjeva i netaljive gline. Točka taljenja je 1580 stupnjeva.
Glineno tlo teško je za oranje i slabe je kvalitete. Ono se koristi za izradu lonaca i drugog posuđa.

## Vanjske poveznice
- Gline Hrvatska tehnička enciklopedija, portal hrvatske tehničke baštine. LZMK